# Vaalbeek
Vaalbeek est une section de la commune belge d'Oud-Heverlee située en Région flamande dans la province du Brabant flamand. C'était une commune à part entière avant la fusion des communes de 1977.

## Évolution démographique
- Sources : INS, Rem. : 1831 jusqu'en 1970 = recensements, 1976 = nombre d'habitants au 31 décembre.

## Histoire de la paroisse de Vaalbeek
À l'origine, il existait une chapelle, Op 't Sandeken, sous Heverlee, desservie par les chanoines de l'abbaye de Parc. Reçue à l'abbaye vers 1219, elle fut dotée par Gosuin, seigneur d'Héverlé, de 8 1/2 bonniers. C'était parfois le même religieux de Parc qui desservait à la fois les chapelles de Vaelbeek et de Blanden, comme Guillaume Poullet en 1576.

#### Seigneurs de Vaalbeek duXIIIeauXIVesiècle
- Godfried van Goetsenhoven, chevalier, seigneur de Gossoncourt et de Vaalbeek, époux de Mathilde de Lantwyck[3].
- Jean II de Lantwyck, chevalier, seigneur de Blanden (1388) et de Vaalbeek (1394)[3].
- Jean de Lantwyck, seigneur de Vaalbeek[3].

#### Échevins de Vaelbeek
- Entre les XVe et XVIIIe siècles, la famille de Muyser donna deux échevins et un bourgmestre à Vaelbeek[3].

## Notes et références

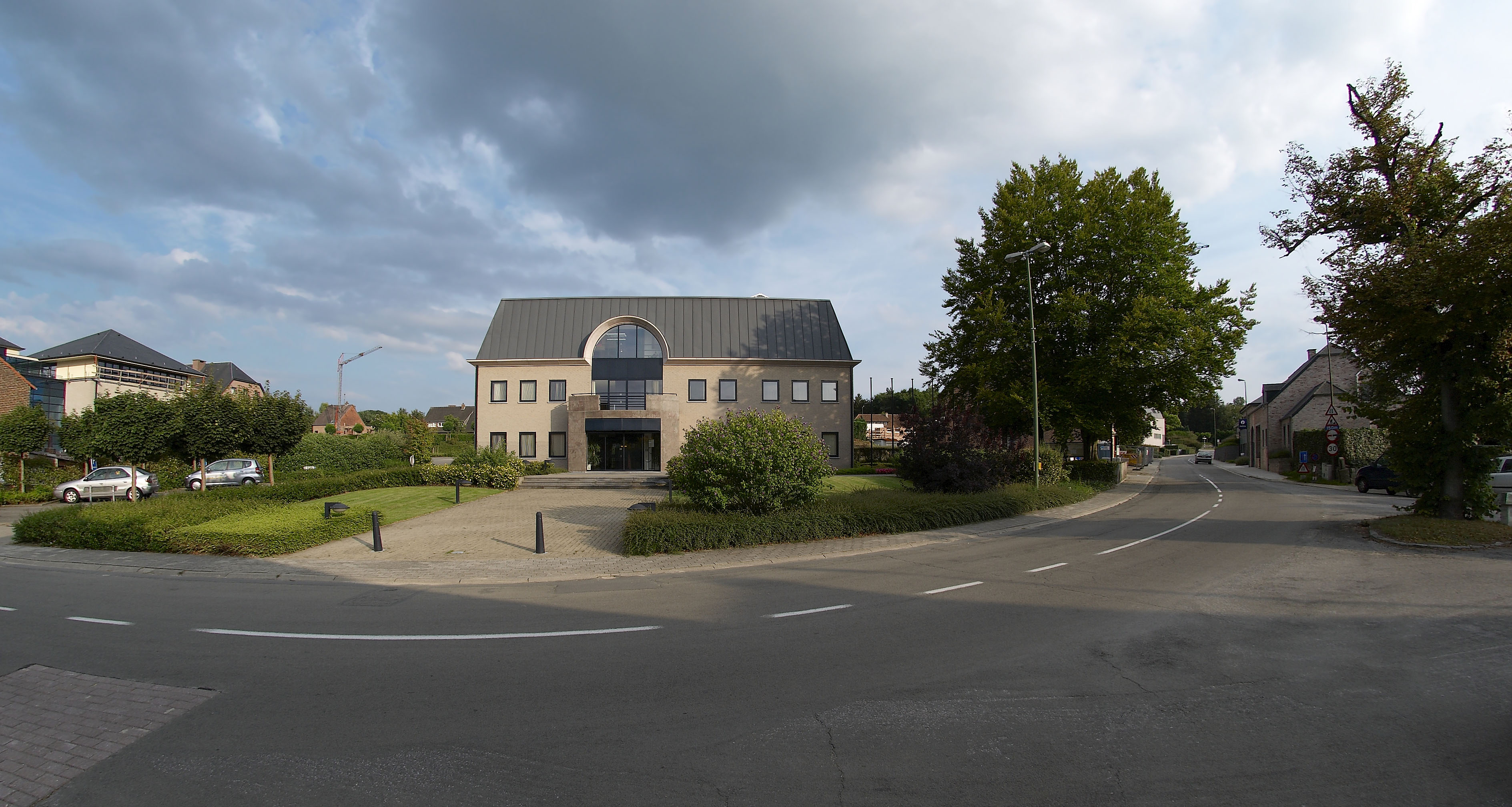
Maison communale de Vaalbeek